# Cymbidium aloifolium
Cymbidium aloifolium (L.) Sw. è una pianta della famiglia delle Orchidacee.

## Descrizione
È un'orchidea di grandi dimensioni che può crescere tra le rocce (litofita) o su un'altra pianta (epifita), dotata di pseudobulbi avvolti dalle foglie basali, coriacee. L'infiorescenza, che si sviluppa in primavera, è un racemo che raggruppa sino a 45 fiori di colore giallo scuro, dotato di un peduncolo ricadente, lungo sino a 75 cm.

## Distribuzione e habitat
La specie è diffusa nell'Asia sud-orientale (India, Sri Lanka, Himalaya, Nepal, Bangladesh, Myanmar, Cina meridionale, Cambogia, Laos, Thailandia, Vietnam, Malaysia peninsulare, Giava, Sumatra).

## Coltivazione
Questa specie predilige posizioni sospese e ombreggiate.